# جون برايس
جون برايس (بالإنجليزية: John Price)‏ (22 نوفمبر 1936 بآبريستويث في المملكة المتحدة - ) هو لاعب كرة قدم بريطاني في مركز الظهير. لعب مع أستون فيلا وشروزبري تاون ونادي ليفربول ونادي والسول.